# Gogaon
Gogaon è una suddivisione dell'India, classificata come census town, di 10.453 abitanti, situata nel distretto di Raipur, nello stato federato del Chhattisgarh. In base al numero di abitanti la città rientra nella classe IV (da 10.000 a 19.999 persone).

## Geografia fisica
La città è situata a 21° 15' 46 N e 81° 36' 53 E.

## Società

### Evoluzione demografica
Al censimento del 2001 la popolazione di Gogaon assommava a 10.453 persone, delle quali 5.521 maschi e 4.932 femmine. I bambini di età inferiore o uguale ai sei anni assommavano a 2.171, dei quali 1.041 maschi e 1.130 femmine. Infine, coloro che erano in grado di saper almeno leggere e scrivere erano 5.816, dei quali 3.714 maschi e 2.102 femmine.